# Badin
Badin – miasto w Stanach Zjednoczonych, w stanie Karolina Północna, w hrabstwie Stanly.